# Сивогръб дрозд
Сивогръб дрозд (Turdus hortulorum) е вид птица от семейство Turdidae.

## Разпространение
Видът е разпространен във Виетнам, Китай, Макао, Русия, Северна Корея, Хонконг и Южна Корея.